# Mistel (Roter Main)
Die Mistel ist ein knapp 14 km langer, linker und westlicher Zufluss des Roten Mains in Oberfranken. Sie wird in Bayreuth „Mistelbach“ genannt.

## Geographie

### Verlauf

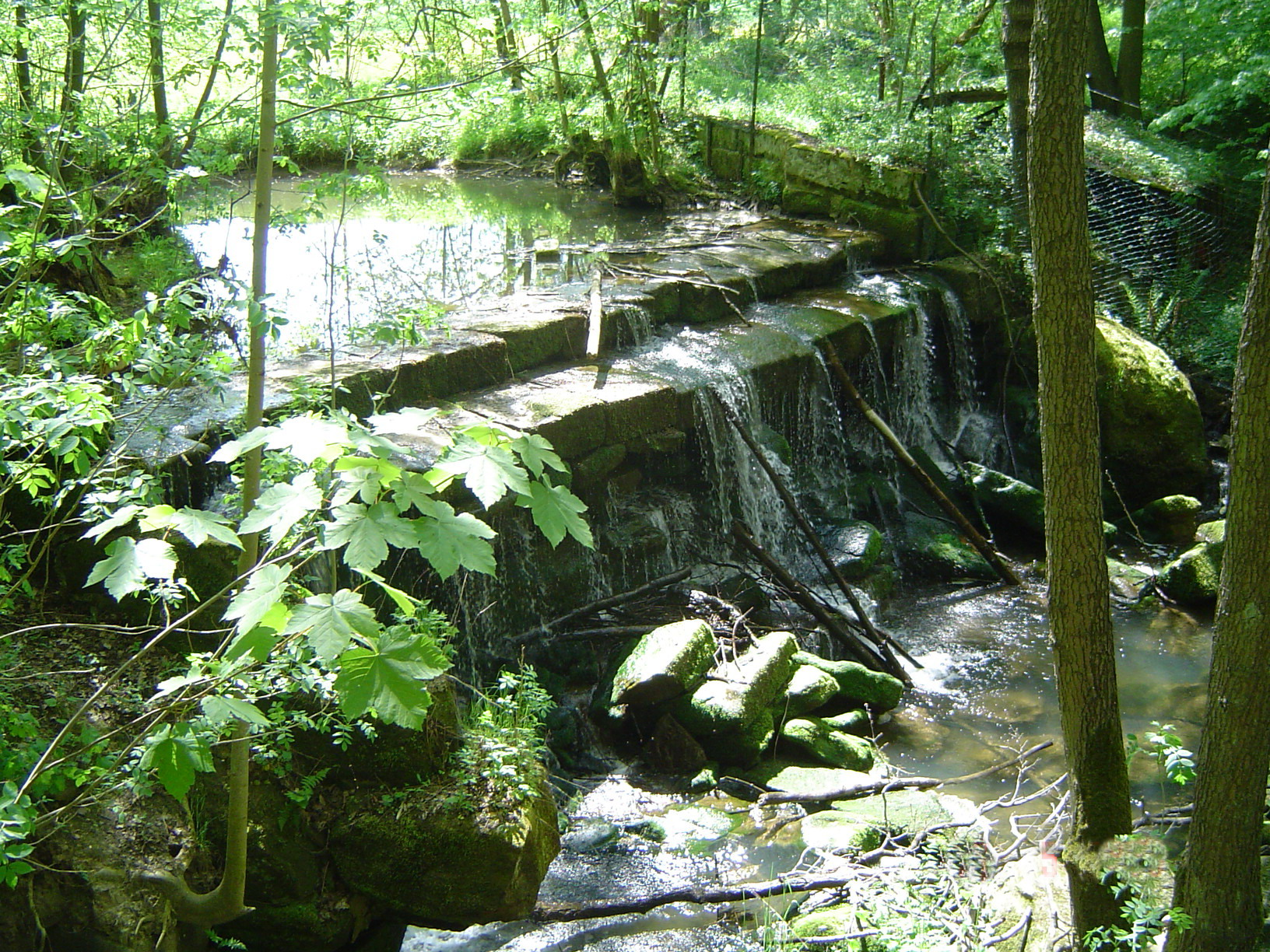
Die Mistel in Mistelbach

Brücke der einstigen Bahnstrecke Bayreuth–Hollfeld über den Mistelbach in Bayreuth – im Vordergrund der Kanal zur Rückleinsmühle

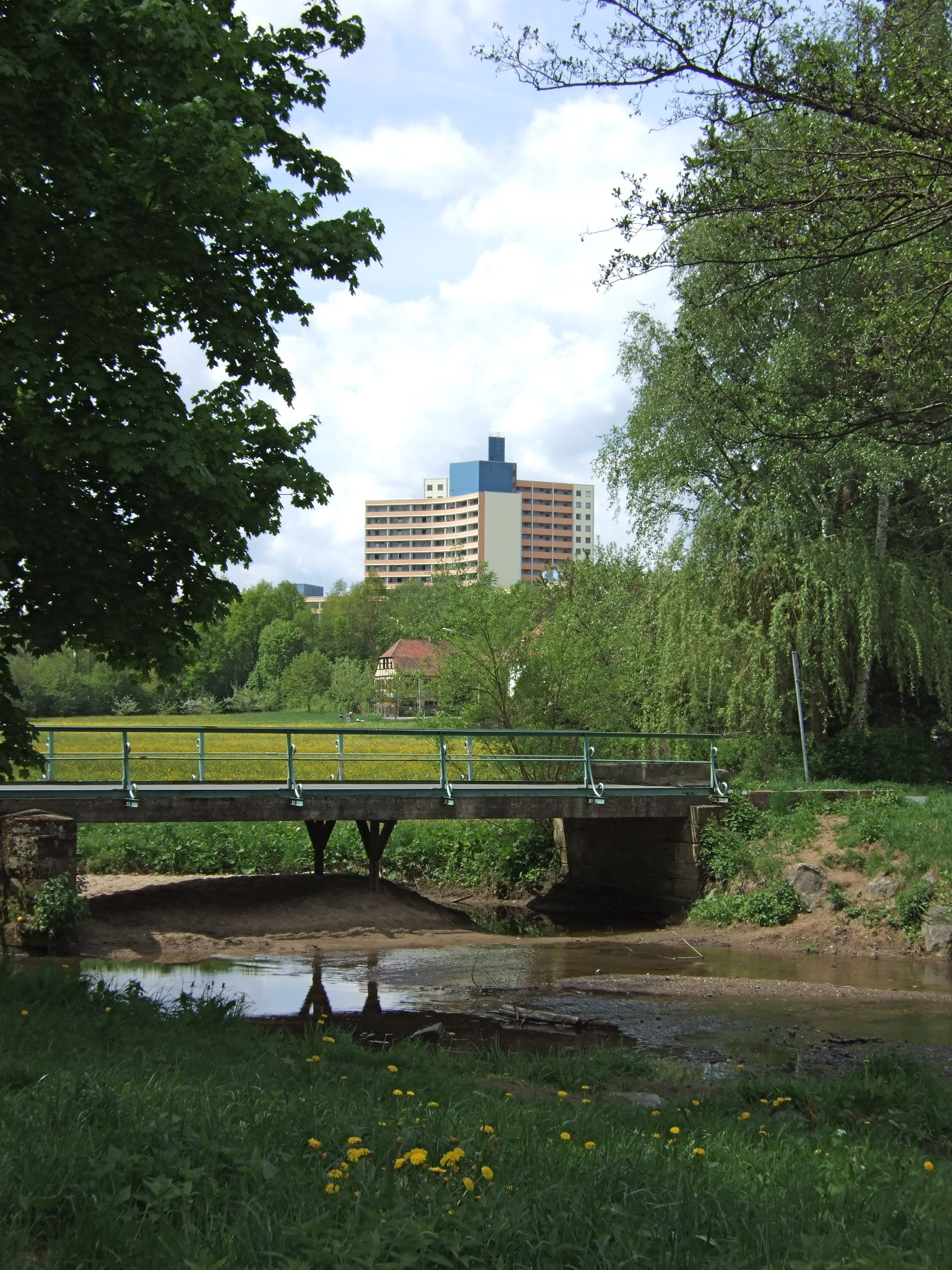
Renaturierter Mistelbach in Bayreuth-Altstadt, im Hintergrund das Y-Haus

Die Mistel hat zwei Quellbäche, die sich am südlichen Ortsrand des zu Hummeltal gehörenden Dorfs Bärnreuth vereinigen. Sie mündet in Bayreuth in den Roten Main. Im Bayreuther Stadtgebiet hatte die Mistel zwei künstliche Seitenkanäle. Beim Gemeindeteil Geigenreuth zweigte ein Mühlkanal zur Rückleinsmühle rechts vom Bachlauf ab und erreichte ihn kurz vor der Thurnauer Bahnbrücke wieder. Am Hetzennest befand sich, nach links, der Abzweig zum Mühlgraben (auch Rießenbach genannt), an den die Straße Am Mühlgraben erinnert. Er versorgte die Mühlräder der Stein- und der Spiegelmühle im Stadtteil Kreuz und stieß kurz vor dem Zufluss des Sendelbachs wieder zum Hauptlauf.
Im Bayreuther Stadtgebiet wurde der lange in eine Betonrinne gezwängte Mistelbach renaturiert. 1987 begannen die entsprechenden Bauarbeiten, zunächst wurde mit Kosten von 400.000 DM der Abschnitt zwischen der Mündung in den Roten Main und der Carl-Burger-Straße zurückgebaut. Die Fertigstellung von dort bis zum Y-Haus wurde im November 1994 abgeschlossen, sie kostete 450.000 DM. Für den Hochwasserschutz wurden Sohlrampen angelegt, die den Fischen zugleich als Aufstiegshilfe dienen. Zu diesem Zweck wurde 1998 zudem nördlich der Brücke der Scheffelstraße ein unterirdisches Regenüberlaufbecken (RÜB) errichtet.

### Zuflüsse
Direkte und indirekte Zuflüsse
Liste der direkten Zuflüsse von der Quelle zur Mündung. Länge und Einzugsgebiet in der Regel ermittelt auf der amtlichen topographischen Karte. Andere Quellen für die Angaben sind vermerkt.
- Näßgraben (links), ca. 1,1 km und ca. 1,0 km²
- Schneckengraben (rechts), ca. 1,2 km und ca. 0,5 km²
- Röthelbach (rechts), ca. 1,4 km und ca. 0,9 km²
- Hohenreuthbächlein (links), ca. 1,8 km und ca. 1,2 km²
- Frauenbach (rechts), ca. 1,8 km und ca. 0,9 km²
- Theuersbach (rechts), ca. 3,9 km und ca. 3,2 km²
- Weidesbach (links), ca. 2,1 km und ca. 2,1 km²
- Funkenbach, Oberlauf auch Saubach, Unterlauf auch Talbach (rechts), ca. 4,0 km und ca. 3,7 km²
- Hackersbach (links), ca. 2,9 km und ca. 2,0 km²
- Sonnleitenbach (rechts), ca. 0,9 km und ca. 1,2 km². Mündet in den mistelparallelen Mühlkanal Zeckenmühlbach
- Hermannsbach (links), ca. 2,3 km und ca. 3,5 km²
- Forkendorfer Bach (rechts), ca. 4,0 km und ca. 12,7 km²
- Talmühlbach (links), ca. 3,8 km und ca. 6,1 km²
- Teufelsgraben (links), ca. 1,9 km und ca. 1,4 km²
- Sendelbach (mit Tappert) (rechts), 9,78 km und 19,83 km²[1]

### Flusssystem Roter Main
- Fließgewässer im Flusssystem Roter Main

### Orte
Die Mistel fließt durch die folgende Gemeindegebiete bzw. Gemeindeteile:
- Hummeltal-Bärnreuth
- Hummeltal-Creez
- Hummeltal-Pettendorf
- Hummeltal-Pittersdorf
- Mistelbach
- Eckersdorf
- Bayreuth-Hetzennest
- Bayreuth-Kreuz
- Bayreuth-Altstadt

Lauf der Mistel von der Quelle bis zur Mündung
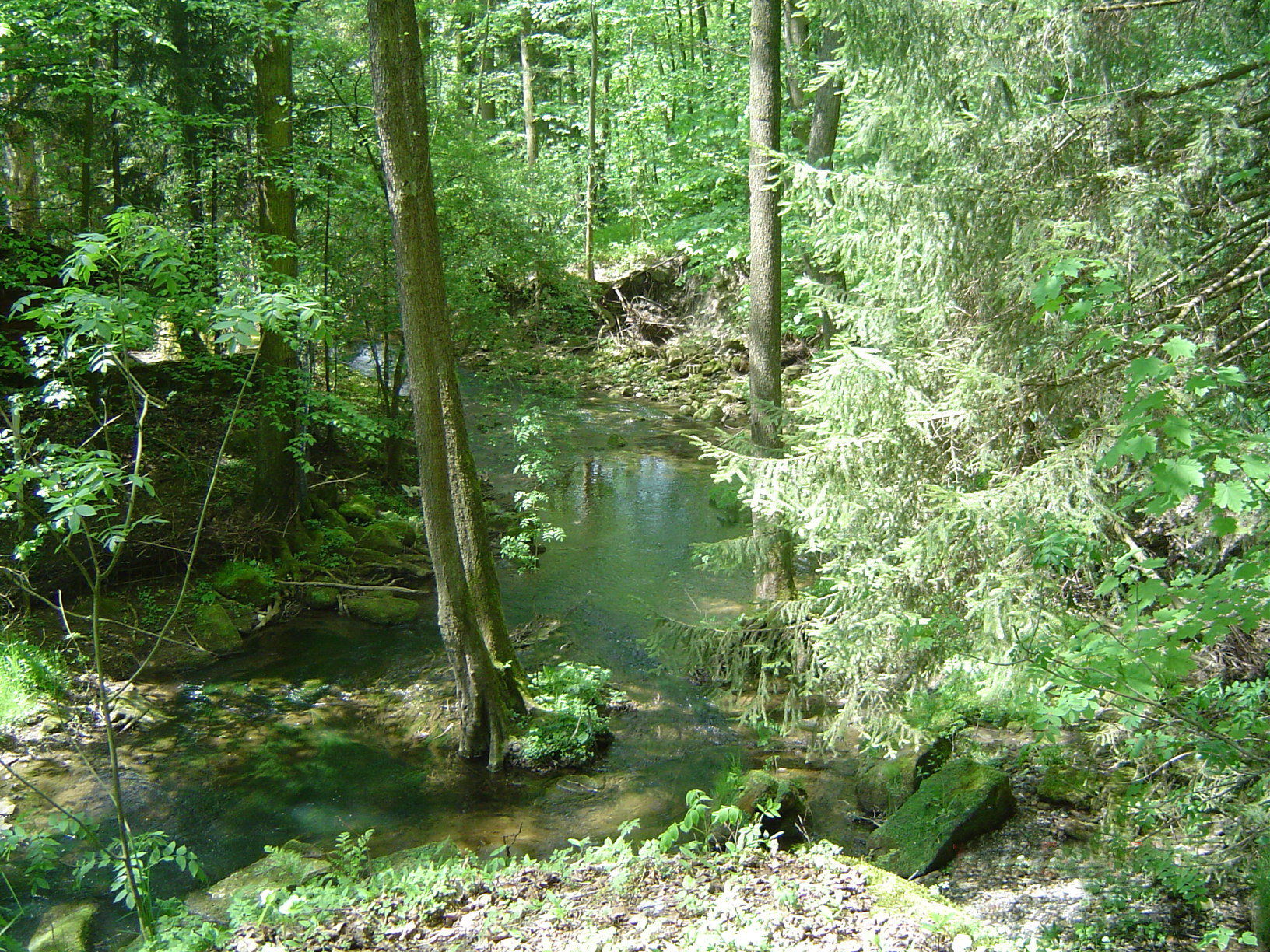
Die Mistel in Mistelbach
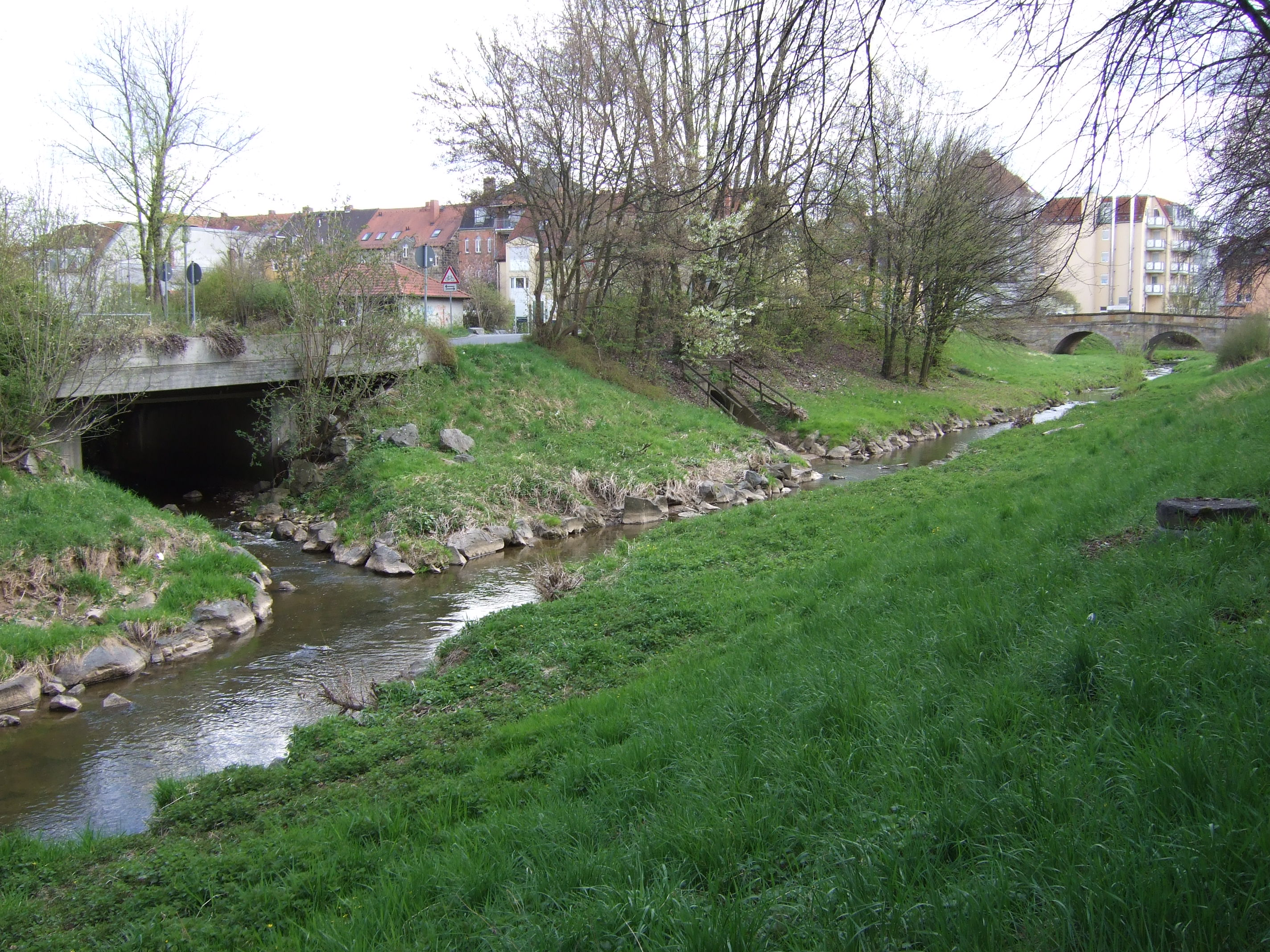
Mündung des Sendelbachs in den Mistelbach
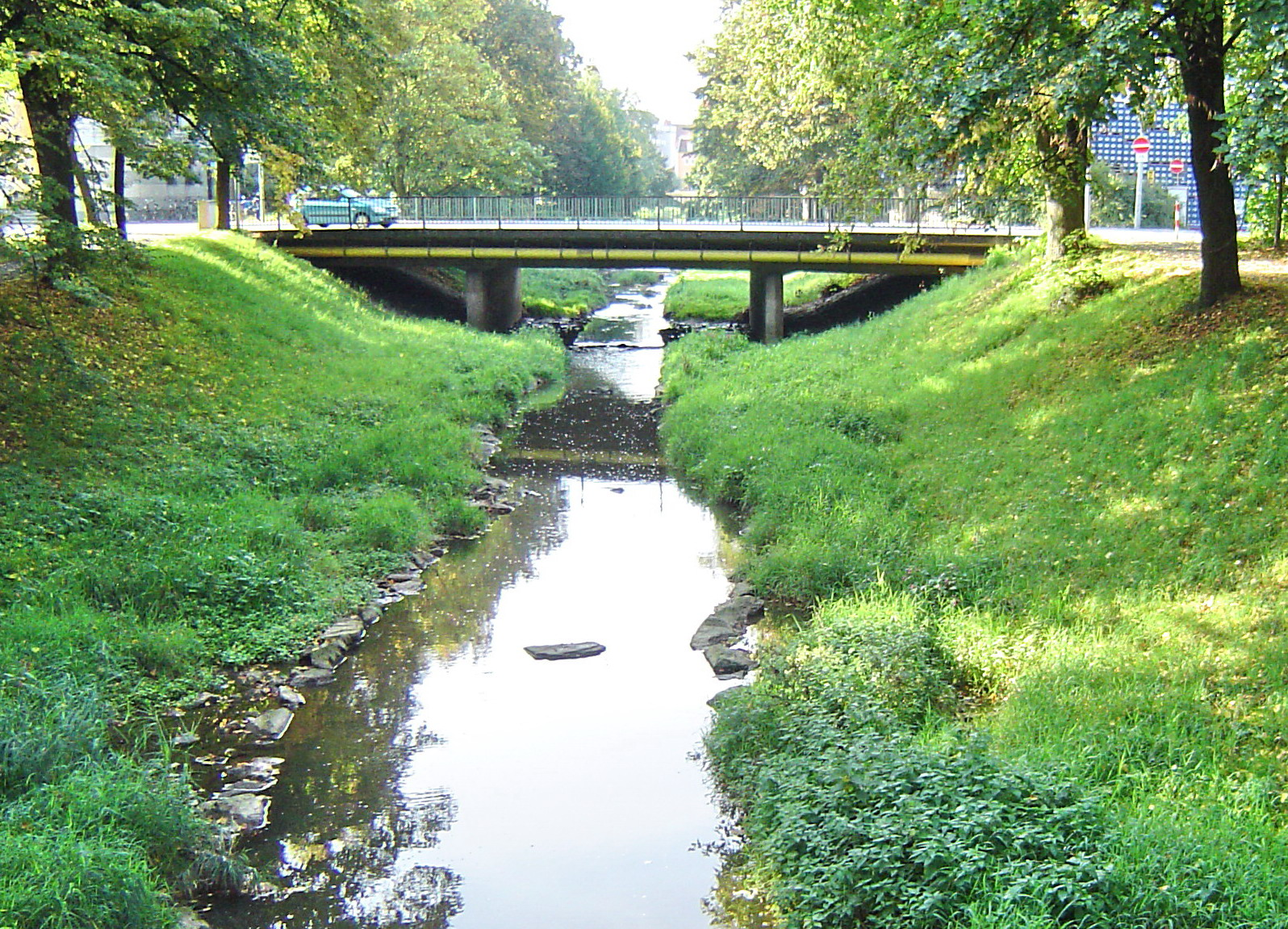
Betonbrücke der Hindenburgstraße über den Mistelbach
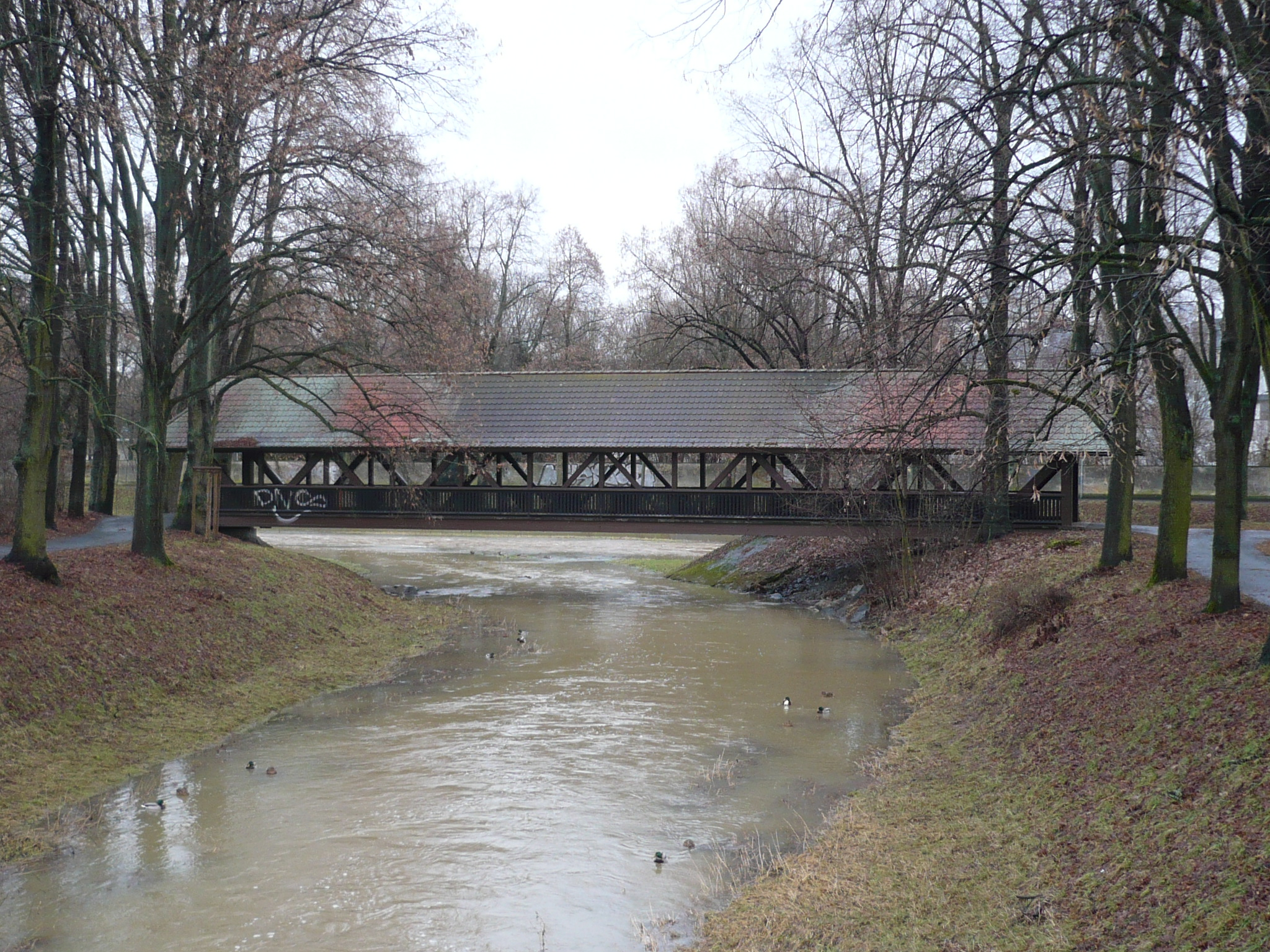
Mistelbach kurz vor der Mündung bei Hochwasser
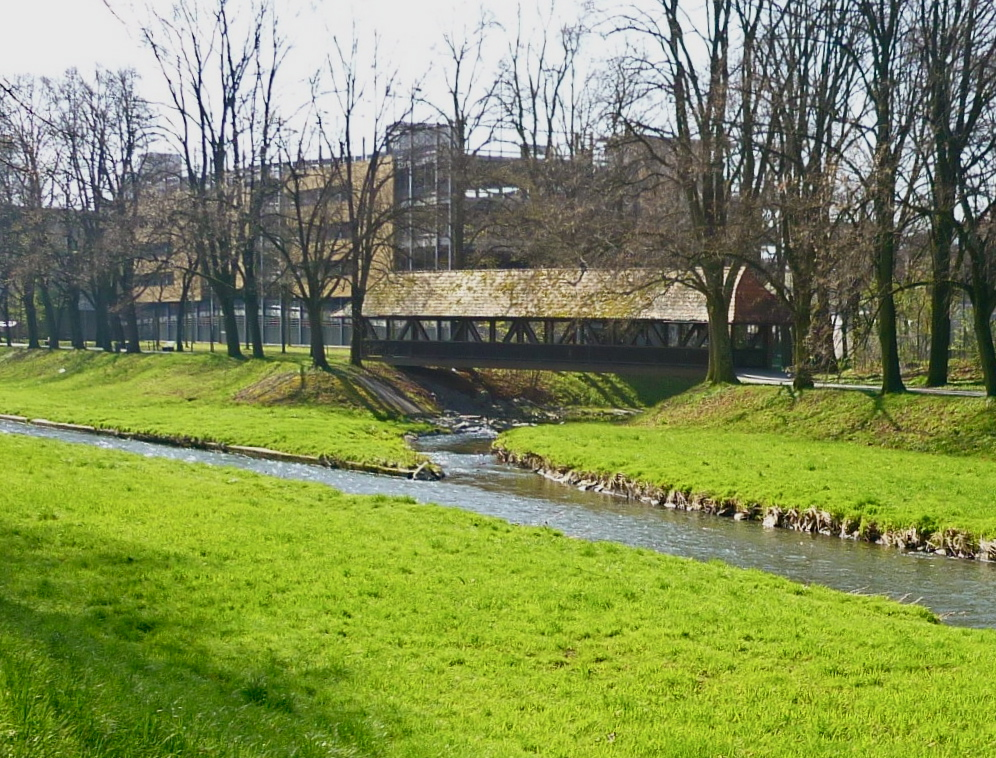
Mündung der Mistel in den Roten Main

## Natur und Umwelt
Im Frühjahr 2023 stufte das in Hof ansässige Wasserwirtschaftsamt den Zustand der Mistel als unbefriedigend ein. Auf der von 1 (sehr gut) bis 5 (schlecht) reichenden Skala der EU-Wasserrahmenrichtlinie erreichte sie nur die Note 4.

## Verkehr

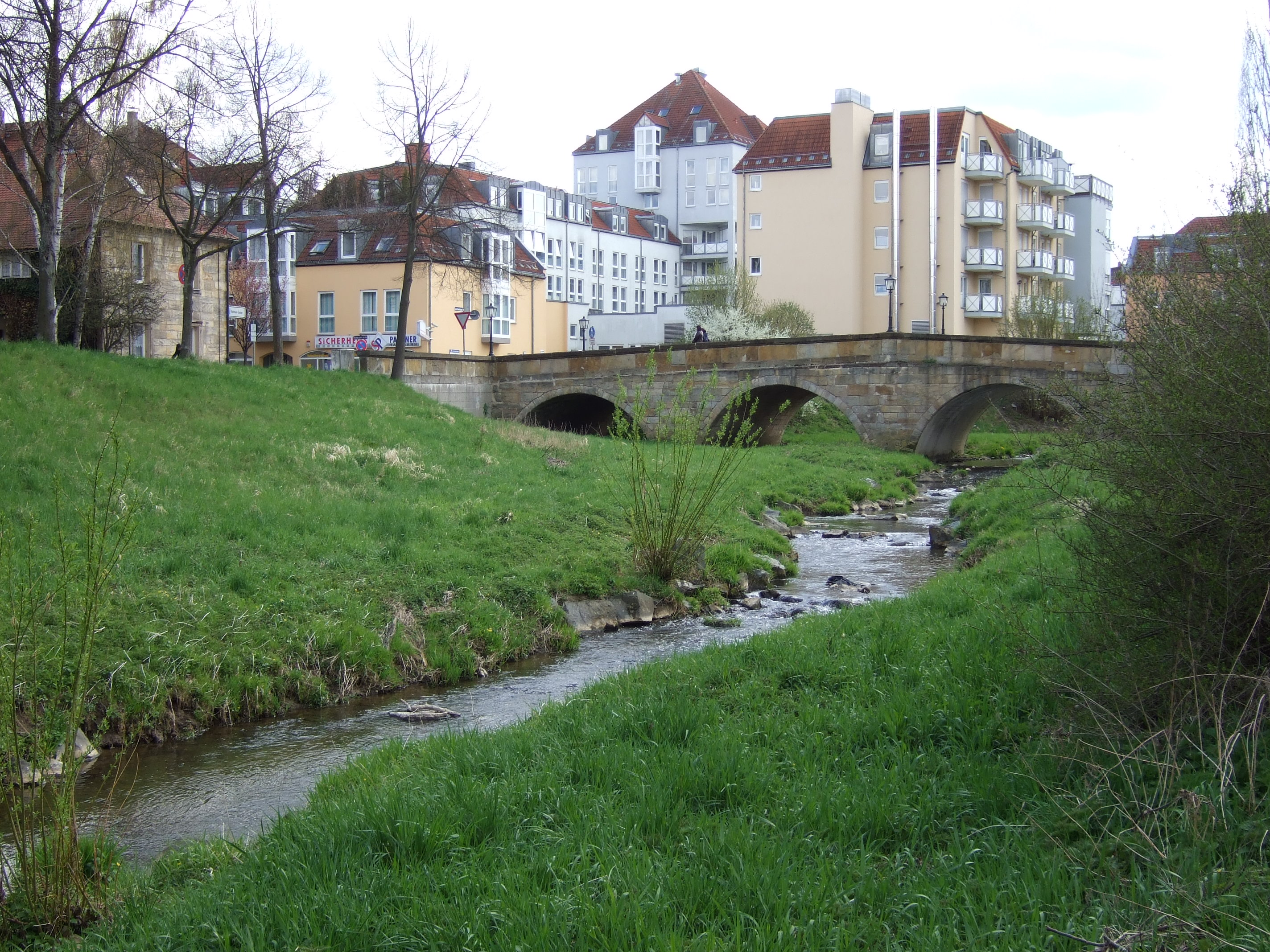
Mistelbach an der Brücke Kulmbacher Straße in Bayreuth

Die Sandsteinbrücke über den Mistelbach im Zuge der Kulmbacher Straße in Bayreuth wurde infolge eines Luftangriff im April 1945 unpassierbar und nach dem Zweiten Weltkrieg wiederaufgebaut.